# Event Information Table
Die Event Information Table (EIT; deutsch Sendungsinformationstabelle) ist eine Tabelle, welche Informationen über laufende und geplante Sendungen (Events) beim digitalen Fernsehen (DVB) enthält. Daten aus der EIT werden für elektronische Programmführer (EPG) und zeitgesteuerte Aufnahmen genutzt. Sie ist Teil der DVB-SI und spezifiziert nach ETSI EN 300 468.
Die EIT enthält Informationen für Programme (Services) im empfangenen und zusätzlich auch in weiteren Transportströmen. Sie wird in Paketen mit der PID 18 ausgesendet.

## Aufbau
Die EIT ist häufig die umfangreichste Tabelle eines MPEG-Transportstrom, da sie viele Informationen in lesbarer Form enthält. Kernbegriff dieser Tabelle ist das Event welches eine einzelne Sendung (z. B. „Tagesschau“) beschreibt.
Anders als die meisten anderen Tabellen der Service Information werden die Informationen in mehrere Teiltabellen aufgegliedert, die jeweils über eine eigene Tabellenidentifikation (Table_ID) verfügen. 
Vier Klassen von Einzeltabellen können vorhanden sein
1. Tabelle mit table_id 0x4E enthält Informationen über die aktuelle und die folgende Aussendung des empfangenen Transportstroms
2. Tabelle mit table_id 0x4F enthält Informationen über die aktuelle und die folgende Aussendung von weiteren Transportströmen
3. Tabellen mit table_id von 0x50 bis 0x5F enthalten Informationen über geplante Aussendung des empfangenen Transportstroms
4. Tabellen mit table_id von 0x60 bis 0x6F enthalten Informationen über geplante Aussendung von weiteren Transportströmen

Jeweils eine Sektion (die maximal 4 Kilobyte Binärdaten enthält) enthält folgende Informationen:
- Tabellenidentifikation (table_id) und Tabellenidentifikation der letzten Tabelle (last_table_id) in diesem Tabellensatz.
- Programmidentifikation (Service_id).
- Nummer der Sektion und Angabe der letzten Sektion, wobei die erste Sektion stets die Nummer 0 hat und die Nummerierung aufsteigend, aber nicht lückenlos sein muss. In letzterem Fall steht noch die Information der Nummer der letzten Sektion in diesem Segment zur Verfügung. Dies dient häufig einer zeitlichen Organisation der Aussendungen.
- Transportstromidentifikation (transport_stream_id) und Netzwerkidentifikation (original_network_id).
- Informationen über eine oder mehrere Aussendungen mit folgenden Detaildaten:
  - Aussendungsidentifikation (event_id).
  - Anfangszeitpunkt der Aussendung (start_time).
  - Dauer der Aussendung (duration).
  - Status der Aussendung (running_status), u. a. „läuft nicht“, „beginnt in wenigen Sekunden“ „läuft“. Diese Information kann zur automatischen Aufnahmesteuerung verwendet werden.
  - Aussendung ist freiempfangbar (also nicht verschlüsselt) (free_CA_mode).
  - Weitere aussendungsabhängige Informationen, die in Deskriptoren vorgehalten werden. Dies sind u. a.:
    - Kurzbeschreibung der Aussendung (short_event_descriptor) inklusive des Titels.
    - Ausführliche Beschreibung der Aussendung (extended_event_descriptor). Da ein Deskriptor nicht länger als 255 Zeichen sein kann, können mehrere dieser Deskriptoren verwendet werden um längere Texte zu bilden.
    - Kategorie der Aussendung (z. B. Krimi, Dokumentation, Nachrichten).

Zur Ermittlung der aktuell ausgestrahlten Sendung und der Nachfolgesendung eines Programms (Service) im gegenwärtig empfangenen Transportstroms, wird die dem Programm zugeordnete Tabelle 0x4E verwendet, die nur Informationen über diese beiden Aussendungen (Events) enthält. 
Der Umfang der Gesamttabelle erklärt sich aus der Kombinationsmöglichkeit der Felder 
Tabellenidentifikation (table_id), Programmidentifikation (Service_id), Transportstromidentifikation (transport_stream_id) und Netzwerkidentifikation (original_network_id). Für einen typischen Transportstrom in Deutschland, mit vier Programmen (Services), in dem regelmäßig nur Aussendungen des empfangegenen Transportstroms abgebildet werden, können etwa 500 unterschiedliche Sektionen empfangen werden.
Der zeitliche Abstand der einzelnen Sektionen im Transportstrom liegt zwischen 2 Sekunden (für die gegenwärtig und folgende Aussendung im empfangenen Transportstrom) und maximal 5 Minuten (für geplante Aussendungen in anderen Transportströmen).